# Arnaud Mathet
Pas d'image ? Cliquez ici

a Compétitions nationales et continentales officielles uniquement.

Dernière mise à jour le 14 février 2023.
Arnaud Mathet, né le 3 janvier 1984 à Tarbes, est un joueur de rugby à XV évoluant au poste d'arrière (1,82 m pour 87 kg).

## Biographie

### Palmarès
- Champion de France espoirs en 2003 avec le Stade toulousain.